# Transformation de la matière
La transformation de la matière est le passage de cette matière d'une forme à une autre. Cette transformation a généralement lieu grâce à la présence d'une autre matière et / ou d'une source d'énergie. Les transformations de la matière peuvent être classées en trois grandes familles : physique, chimique et nucléaire.
Les transformations de la matière peuvent être :
- réversibles (changement d'état…) ou irréversibles (décomposition…) ;
- exergonique ou endergonique ;
- endothermique, exothermique ou athermique ;
- accompagnées d'une augmentation de masse (oxydation…) ou d'une diminution de masse (décomposition…) ;
- accompagnées d'une augmentation de volume (dilatation) ou d'une diminution de volume (contraction).

## Transformation physique
Une transformation physique est le passage d'un ou de plusieurs corps d'une forme à une autre, sans modification de la structure moléculaire ou nucléaire des différents constituants des corps mis en jeu. Le changement d'état de la matière, les déformations et les ruptures qui ont lieu à la suite d'une contrainte, l'usure et l'érosion sont des exemples de transformation physique sous l'action, par exemple, de la température et/ou de la pression.

## Transformation chimique
La transformation chimique est le passage d'un ou de plusieurs corps à d'autres corps différents des premiers, sans modification de la structure nucléaire des différents atomes constituant les corps mis en jeu. Les transformations chimiques ont lieu au niveau moléculaire. Le phénomène permettant cette transformation chimique est appelé réaction chimique. Elle s'accompagne d'une modification des quantités de matière de tout ou une partie des constituants du système, dont certains (réactifs) sont consommés et d'autres (produits) sont formés.

### Transformation biologique
La transformation biologique désigne une transformation chimique d'une substance produite grâce à des organismes vivants ou des enzymes.

## Transformation nucléaire
La  transformation nucléaire est le passage d'un ou de plusieurs corps à d'autres corps différents des premiers et ceci avec  modification de la structure nucléaire des différents atomes constituant les corps mis en jeu. La transformation nucléaire est plus précisément la transformation d'un nucléide en un autre ayant un nombre de protons ou de nucléons différent. Deux phénomènes permettent à une transformation nucléaire d'avoir lieu :
- une modification d'un nucléide induite par une collision avec une autre particule ;
- une modification spontanée d'un nucléide sans collision : radioactivité.